# Стад де Жерлан (станция метро)
«Стад де Жерла́н» (фр. Stade de Gerland) — станция линии В Лионского метрополитена.

## Расположение
Станция находится в 7-м округе Лиона в непосредственной близости от стадиона Жерлан — это прямой перевод названия станции. Платформа расположена под сквером Доктёр Галтье (фр. square du docteur Galtier), в районе пересечения авеню Жан Жорес (фр. avenue Jean Jaurès) с авеню Тони Гарнье (фр. avenue Tony Garnier). Вход на станцию производится из сквера Доктёр Галтье.

## Особенности
Станция открыта 4 сентября 2000 года в качестве конечной станции третьей очереди линии B Лионского метрополитена от станции Жан Масе до станции Стад де Жерлан. Станция оставалась конечной вплоть до 11 декабря 2013 года, когда была открыта новая станция Гар д'Улен. Состоит из двух путей и двух боковых платформ. Пассажиропоток в 2006 году составил 121 646 чел./мес.
Станция была разработана архитекторами Дени Эйро (фр. Denis Eyraud) и Жаком Трейнаром (фр. Jaques Traynard). Она имеет высокие потолки и мезонин над основными платформами. Станция была специально построена очень просторной как для того, чтобы смочь вместить большое количество пассажиров по окончании матча на соседнем стадионе, как и для того, чтобы иметь возможность в будущем стать пересадочной станцией для ещё одной линии, идущей с запада на восток.  На станции находится художественное произведение Жана-Люка Мулена (фр. Jean-Luc Moulène) «Скала колдунов», созданная по мотивам наскальной живописи в пещере Рок-о-Сорсье, находящейся неподалёку от коммуны Англь-сюр-Англен, департамент Вьенна.

## Происхождение названия
Название станции переводится с французского как стадион Жерлан — в честь расположенной в непосредственной близости от выхода из метро главной спортивной арене футбольного клуба Олимпик Лион. Стадион в свою очередь был назван по своему расположению в одноимённом квартале, а квартал — по существовавшему здесь в течение нескольких веков поместью «Жерлан». Происхождение названия поместья до конца не изучено. По одной из версий, это слово имеет германскую этимологию и происходит от Ger (вода) или Gerl (ручей) + Land (земля, местность). Это вполне могло бы означать затапливаемость этой низины. По другой версии, это слово может быть производным от кельтского gerl, gerla (чан, лохань), которое могло быть латинизированным в gerlanus, к которому фантазия переписчика добавила d на конце. Кроме того, 1007 года известна бургундская фамилией Gislensis, которая превратилась в Gerlans к 1240 году, и которая происходит от германского мужского имени Gisilo + суффикса ing. В Дофине также имеются многочисленные топонимы, вроде Gerlanda, Gerlands.

## Достопримечательности
- Жерлан (стадион) — футбольный стадион, домашняя арена команды Олимпик Лион
- Центр Тола Волож[фр.] — тренировочный центр футбольной команды Олимпик Лион
- Холл Тони Гарнье — концертный зал на 17 000 мест, крупнейший в Лионе и второй по величине во Франции (после Берси Арены в Париже)
- Лионский дворец спорта[фр.]
- Парк Жерлан[фр.]

## Наземный транспорт
Со станции существует пересадка на следующие виды транспорта:

  — автобус